# Pierre-Aimé Lair
Ne doit pas être confondu avec Pierre Lair.
Pour les articles homonymes, voir Lair (homonymie).
Pierre Aimé Lair, né le 21 mai 1769 à Caen où il est mort le 2 janvier 1853, est un agronome et philanthrope français.

## Biographie
Élevé à Paris, Lair fut destiné par sa famille à remplir la place de lieutenant de police que son grand-père avait occupée, mais la Révolution fit obstacle à ce projet. Pour échapper à la réquisition, le jeune Lair entreprit d’étudier la médecine sous la direction des deux plus habiles professeurs de cette époque : Dusault et Corvisart. Quelques années après, ne craignant plus d’être conduit de force sous les armes et ne voulant pas davantage suivre la carrière médicale, pour laquelle il n’avait aucune vocation, il se mit à voyager pour son plaisir et son instruction. Il parcourut à pied, pendant quatre années, la France, les Pays-Bas, la Hollande et l’Allemagne, de 1796 à 1800.
Au retour de voyage, Lair se fixa à Caen, et presqu’aussitôt il devint secrétaire de la Société d’agriculture et de commerce qu’on rétablissait l’une des premières en France. À partir de ce moment jusqu’à la fin de sa carrière, il ne cessa de se consacrer à l’amélioration de ses concitoyens. On lui doit les expositions publiques des produits des beaux-arts et de l’industrie dont Caen a vu le retour à cinq époques différentes, les courses de chevaux et la fondation d’une multitude d’établissements philanthropiques.
Lair a également contribué pour une large part à la création de la Société linnéenne, de la Société philharmonique, de la Société des Antiquaires de Normandie. Adjoint au maire de Caen en 1810, conseiller de préfecture de 1811 à 1851, il a, en cette double qualité, concouru à toutes les mesures, encouragé tous les efforts, et s’est dévoué aux intérêts du pays et de ses administrés. Pendant plus d’un demi-siècle, il fut le promoteur et l’âme de toutes les institutions utiles de sa ville natale qui l’appelait : « le bon M. Lair ».
Lair n’était pas, à proprement parler, un littérateur, un artiste, un antiquaire, un naturaliste, un agriculteur, un industriel, mais il a néanmoins, par son initiative, par son gout du beau, du bon et de l’utile, contribué aux progrès des lettres, des beaux-arts, des sciences, de l’agriculture et de l’industrie. Sa plume a été aussi active que sa parole et sa bourse. Il a non seulement rédigé les travaux de la Société d’agriculture et de commerce pendant près de quarante ans, présenté les comptes-rendus des cinq premières expositions publiques des produits des arts du Calvados, fourni plusieurs articles aux Annales des Voyages, au Dictionnaire d’Histoire naturelle de Déterville, à la Biographie universelle, ainsi que de nombreuses notices de sciences appliquées et d’économie publique. Il avait également fait frapper et de répandre partout des médailles en l’honneur des Normands illustres. Celle qu’il fit exécuter, en 1816, par Catteaux, à la mémoire de Malherbe, a servi de modèle à toutes celles qui ont été publiées depuis. De même, il fit placer des inscriptions commémoratives sur les maisons où naquirent Marot, Malherbe, Rouelle, Laplace, Segrais, etc. Il fit aussi les frais des prix à décerner par l’Académie de Caen aux meilleures notices sur la vie et les travaux de Choron, de Dumont d’Urville, et autres célébrités contemporaines.
Membre depuis 1808 de toutes les associations ayant pour but les progrès de l’esprit humain et de la morale publique, il était correspondant de presque toutes les Académies et Sociétés littéraires ou scientifiques de France, secrétaire de la Société d’Agriculture et de Commerce de Caen, membre de l'Académie des Sciences, arts et belles-lettres de Caen qu'il présida en 1833 et 1834. Il était officier de la Légion d'honneur.
Dans son testament, il lègue une partie de son patrimoine à différentes œuvres charitables de la ville de Caen.

## Distinctions
- Commandeur de la Légion d'honneur.

## Publications partielles
- Extrait de ses Voyages en France, 1799.
- Essai sur les combustions humaines produites par un long abus des liqueurs spiritueuses, 1800 Cette brochure a été traduite eu plusieurs langues.
- Description de l’ouverture de l’avant-port de Cherbourg, le 27 août 1813, 1813.
- Notice sur les bains de Bagnoles, 1813.
- Description des jardins de Courset, situés aux environs de Boulogne-sur-Mer, 1814.
- Carte de l’arrondissement de Bayeux, sur une feuille grand-aigle.
- Notice sur la pêche, le parcage et le commerce des huitres, 1826.
- Rapport sur les voyages de Dumont d’Urville, alors capitaine de frégate, 1828.
- Notices historiques sur plusieurs Normands célèbres, notamment celle sur Gabriel Moisson de Vaux

## Sources
- Précis analytique des travaux de l'Académie des sciences, belles-lettres et arts de Rouen, Rouen, Alfred Péron, 1853.